# Pyrel
 (mai 2017).
Si vous disposez d'ouvrages ou d'articles de référence ou si vous connaissez des sites web de qualité traitant du thème abordé ici, merci de compléter l'article en donnant les références utiles à sa vérifiabilité et en les liant à la section « Notes et références ».
Pyrel est une marque française d'insecticides créée le 24 décembre 1990.

## Historique
En 1990, Jean-Marie Total, un jeune Français qui cherchait à entreprendre, se fait la remarque que le marché de l'insecticide ne propose pas au consommateur de produits d'origine naturelle. C'est pourquoi il crée en décembre 1990 la société C.T. Diffusion, qui va produire et distribuer une gamme d'insecticides ménagers à base d'actifs naturels. Le principal actif utilisé est le Pyrèthre, importé du Kenya. Le nom de cet actif va donner son nom à la marque. Pyrel est née.
D'abord destinée au marché des droguistes et des magasins spécialisés en produits diététiques et écologiques, Pyrel fait son entrée dans la grande distribution en 1994, et atteint 4,5 % de parts de marché en valeur en 1998.

## Fusions et Acquisitions
En 1999, Sara Lee/DE France rachète CT Diffusion et sa marque phare Pyrel dans le but de développer et compléter son offre insecticides avec des produits plus naturels. À partir de 2010 le groupe Sara Lee décide de se recentrer sur l'alimentaire et cède plusieurs de ses marques.
Ainsi, à l'été 2010, Pyrel devient la propriété de S.C. Johnson qui détient déjà les marques Baygon et Raid.